# Майо, Арчи
А́рчибальд Л. Ма́йо (англ. Archibald L. Mayo; 29 января 1891 года, Нью-Йорк, США — 4 декабря 1968 года, Гвадалахара, Мексика), более известный как Арчи Майо (Archie Mayo) — американский кинорежиссёр, сценарист и продюсер. Приобрел популярность в 1930-х — 1940-х годах. Был известен придирчивым отношением к актёрам.

## Биография
Арчибальд Майо родился 29 января 1891 года в Нью-Йорке. Учился в Колумбийском университете, который оставил, чтобы начать театральную карьеру. В 1915 году Майо появился в Голливуде. Его первой работой было написание шуток, а впоследствии постановки комедий. В начале 1920-х годов он несколько раз становился сценаристом своих короткометражных комедий. Иногда писал сценарии для Джека Уайта и Ллойда Бэкона.
С появлением звукового кино Арчи Майо устроился на работу в студию Warner Brothers.
В 1931 году он снял мистический фильм «Свенгали» с Джоном Бэрримором в главной роли. Эта картина сразу сделала режиссёру имя, хотя впоследствии и была оттенена вышедшими тогда же фильмами ужасов студии Universal Studios.
В 1936 году на экраны вышел фильм Арчи Майо «Окаменелый лес», в главных ролях которого снялись Лесли Говард и Бетти Дейвис. По мнению кинокритика сайта «Синематека» Владислава Шувалова, именно этот фильм положил начало звёздному восхождению Хамфри Богарта, исполнившему роль бандита Дюка Манти.
Всего за свою карьеру Майо стал режиссёром 84 лент. В 1946 году после съёмок своей первой цветной ленты режиссёр оставил кинематограф. В 1958 году, однако, состоялось его кратковременное возвращение, когда Майо спродюсировал картину «Зверь в Будапеште».
Арчибальд Майо умер в Мексике 4 декабря 1968 года.

## Личная жизнь
Арчи Майо был женат на Люсиль Вулф. Брак продолжался до её смерти 24 февраля 1945.

## Избранная фильмография

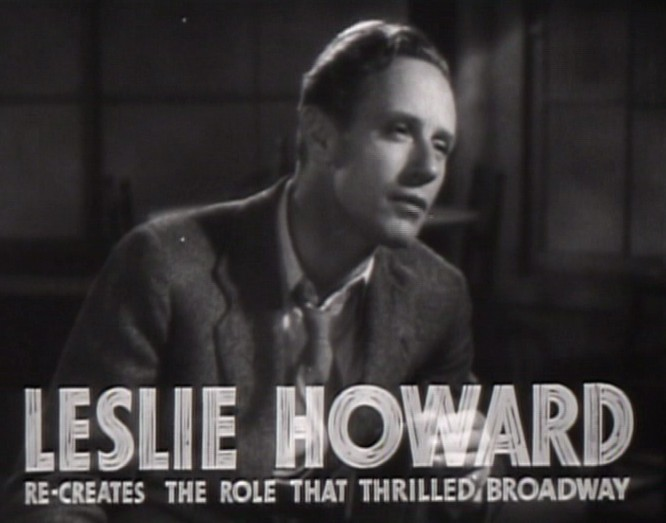
Лесли Говард в трейлере к фильму Арчи Майо «Окаменелый лес»

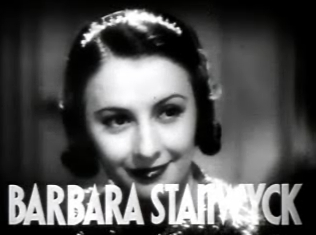
Барбара Стэнвик в трейлере к фильму Арчи Майо «Gambling Lady»

- 1928 — Малиновый город
- 1928 — Берегись женатых мужчин
- 1931 — Свенгали
- 1932 — Двое против всего мира
- 1932 — Ночь за ночью
- 1933 — Жизнь Джимми Долана
- 1933 — Мэр ада
- 1933 — Город согласия
- 1934 — Человек с двумя лицами
- 1934 — Желаемый
- 1935 — Дело о счастливых ножках
- 1936 — Окаменелый лес
- 1937 — Чёрный легион  Барбара Стэнвик в трейлере к фильму Арчи Майо «Gambling Lady»
- 1937 — Любовь, которую я искал
- 1938 — Приключения Марко Поло[англ.]
- 1939 — Они нуждаются в музыке
- 1940 — Дом на берегу залива
- 1940 — Четыре сына
- 1941 — Тётя Чарли
- 1942 — Полнолуние
- 1943 — Опасное погружение
- 1946 — Ночь в Касабланке
- 1946 — Ангел на моём плече

## Ссылка
- Арчи Майо (англ.)